# Christian Møller
Christian Møller (Hundslev, 22 dicembre 1904 – Ordrup, 14 gennaio 1980) è stato un chimico e fisico danese.

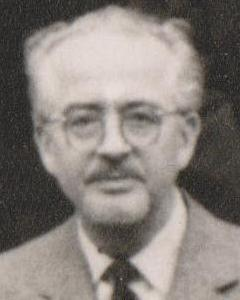
Møller nel Collaboration Meeting nel 1963, Copenhagen.

Møller ha dato contributi fondamentali alla teoria della relatività, alla teoria della gravitazione e alla chimica quantistica.
Il suo suggerimento nel 1938 a Otto Frisch che il processo recentemente scoperto di fissione nucleare potesse creare surplus di energia, portò Frisch a concepire il concetto di reazione nucleare a catena, portando al memorandum Frisch-Peierls, che ha dato il via allo sviluppo dell'energia nucleare attraverso il Comitato MAUD e il Progetto Manhattan.
Møller è stato il direttore del gruppo di studio teorico dell'Organizzazione europea per la ricerca nucleare (CERN) tra il 1954 e il 1957 e successivamente è stato membro del comitato di politica scientifica della stessa organizzazione (1959-1972).

## Teoria della gravitazione di Møller
Nel 1961, Møller dimostrò che una descrizione tetrade dei campi gravitazionali consente un trattamento più razionale del complesso energia-momento rispetto a una teoria basata sul solo tensore metrico. Il vantaggio di utilizzare le tetrade come variabili gravitazionali era connesso al fatto che ciò consentiva di costruire espressioni per il complesso energia-momento che aveva proprietà di trasformazione più soddisfacenti rispetto a una formulazione puramente metrica.

## Libri scritti
- The world and the atom, Londra, 1940.
- The theory of relativity, Clarendon Press, Oxford, 1972.
- A study in gravitational collapse, Kobenhavn, Munksgaard, 1975.
- On the crisis in the theory of gravitation and a possible solution, Kobenhavn, Munksgaard, 1978.
- Evidence for gravitational theories, Academic Press, 1963.
- Interview with Dr. Christian Moller by Thomas S. Kuhn at Copenhagen, Copenhagen, 1963.